# Die Suche nach dem Vogel Turlipan
Die Suche nach dem Vogel Turlipan ist ein deutscher Puppentrickfilm des DEFA-Studios für Dokumentarfilme von Kurt Weiler aus dem Jahr 1977 nach dem Gedicht Der Vogel Turlipan von Peter Hacks.

## Handlung
An der Schule zu Salamanca lehrt ein Dekan, der es sich in den Kopf gesetzt hat, den sagenhaften Vogel Turlipan zu finden. Da er ihn mit dem Fernglas von den höchsten Türmen nicht sehen kann, zieht er mit einem Pferdekarren, unter dem Gelächter seiner Kollegen, vor die Stadt, um dort die Suche fortzusetzen. Über Berge und durch Täler führt ihn sein Weg, er sieht die verschiedensten Vögel und Gestalten, nur der bunte Vogel Turlipan ist nicht dabei. 
Manchmal glaubt er dem Vogel so nah zu sein, dass er schon den Vogelbauer in die Hand nimmt, um ihn sofort einsperren zu können. Doch dem Dekan ist kein Erfolg beschieden. Er baut Brücken, um große Gewässer zu überwinden, reist durch fremde Länder, ja selbst in einem Vulkan begibt er sich auf die Suche. Zum Schluss versucht er mit einem selbst erbauten Fluggerät den Vogel aus der Luft zu entdecken, doch er kann ihn nirgends sehen. Nun begibt er sich zurück nach Salamanca und muss sich eingestehen, dass es den Vogel Turlipan wirklich nicht gibt.

## Produktion und Veröffentlichung
Die Suche nach dem Vogel Turlipan wurde unter dem Arbeitstitel Der Vogel Turlipan von der Gruppe Kontakt auf ORWO-Color gedreht und hatte seine Uraufführung am 24. November 1976 in Leipzig, der reguläre Kinostart in der DDR erfolgte am 4. Februar 1977. Die erste Ausstrahlung im Fernsehen der DDR fand am 16. Februar 1978 im 1. Programm statt.
Die Puppengestaltung und das Bühnenbild stammen von Gabriele Koerbl, die Puppenführung gestaltete Heiko Ebert, während die Dramaturgie in den Händen von Irmgard Ritterbusch lag.
Der Film erschien 2012 in der Edition Kurt Weiler – Die Kunst des Puppenanimationsfilms zusammen mit zahlreichen weiteren Animationsfilmen Weilers bei Absolut Medien auf DVD.